# Linha do Douro
A Linha do Douro egy 163,1 km hosszúságú, 1668 mm-es ibériai nyomtávolságú, részben 25 kV 50 Hz-cel villamosított vasútvonal Portugáliában Ermesinde és Pocinho között többnyire a Douro folyó völgyében. A vonal többnyire a Duero folyó partján halad, így Portugália leghosszabb vasútvonala, amely egy folyó mentén halad.
Pocinho állomás után a vasútvonal további 28 km-e elvezetett a spanyol határhoz, ám a forgalom 1988 óta szünetel rajta.

## Története
A Linha do Douro építését először 1873-ban kezdték meg Portótól Pinhão állomásig, mivel innen nagy mennyiségű bort kellett szállítani a kikötőjéről és borközpontjáról híres Vila Nova de Gaia-ba. Csak később folytatódott a vasút építése a spanyol határ irányába. 1879-ben befejeződött a vonal építése Régua felé is, ahonnan a Linha do Corgo és Vila Real közötti keskeny nyomtávú vasútvonal kezdődik. Csak 1883-ban döntöttek a befejezésről és 1887-ben el is készültek a vasút Spanyolországig történő megépítésével.
A Linha do Douro továbbra is a legegyszerűbb és leggyorsabb útvonal Portóból Spanyolország és Franciaország felé. A Spanyol Állam Vasút 1985-ben azonban gazdasági okokból leállította a spanyol-portugál határig vezető összeköttetést La Fuente de San Esteban - Boadilla és Barca d'Alva állomások között. Mivel hiányzott az operatív összeköttetés, így az utasok is elpártoltak, majd a portugál államvasút 1988-ban szintén leállította a közlekedést Pocinho és Barca d'Alva között. Azóta a vasúti forgalom csak Pocinhoig tart.
Eközben a portugál vasúthálózat infrastruktúra-kezelője, a REFER felújította a Linha do Douro nagy részét. A CP Urbanos do Porto elővárosi vonatokat üzemeltet a vonalon sűrű menetrenddel.
Caíde de Rei állomásig a vonal villamosítva van, a többi rész továbbra is dízelüzemű. 2015-ig Marco de Canaveses állomásig is villamosítani akartak, középtávon pedig egészen Réguáig teljes villamosítást terveznek. Több évnyi késése után a Caíde-Marco de Canaveses szakasz villamosítása 2019 júliusában befejeződött. A költség 10,5 millió eurót tett ki.
A Portugál Államvasút évek óta kínál történelmi nosztalgia vasúti utazásokat Porto és Régua között májustól októberig. 2009-ben több mint 2500 utas választotta ezt az ajánlatot. Ezért a portugál közlekedési minisztérium, a REFER-rel és az önkormányzatokkal együtt legalább turisztikai okokból akarja a forgalom folytatását Pocinho-ból Barca d'Alva-ba. A megvalósítás azonban attól is függ, hogy a spanyol kormány milyen lépéseket tesz a Barca d'Alva vagy a Vega Terrón és a La Fuente de San Esteban közötti vasútvonal újbóli aktiválására. A lakosság állandó vonatokat igényel a portugál-spanyol határon át, amely hasonló a Porto - Vigo forgalomhoz.

## Képek

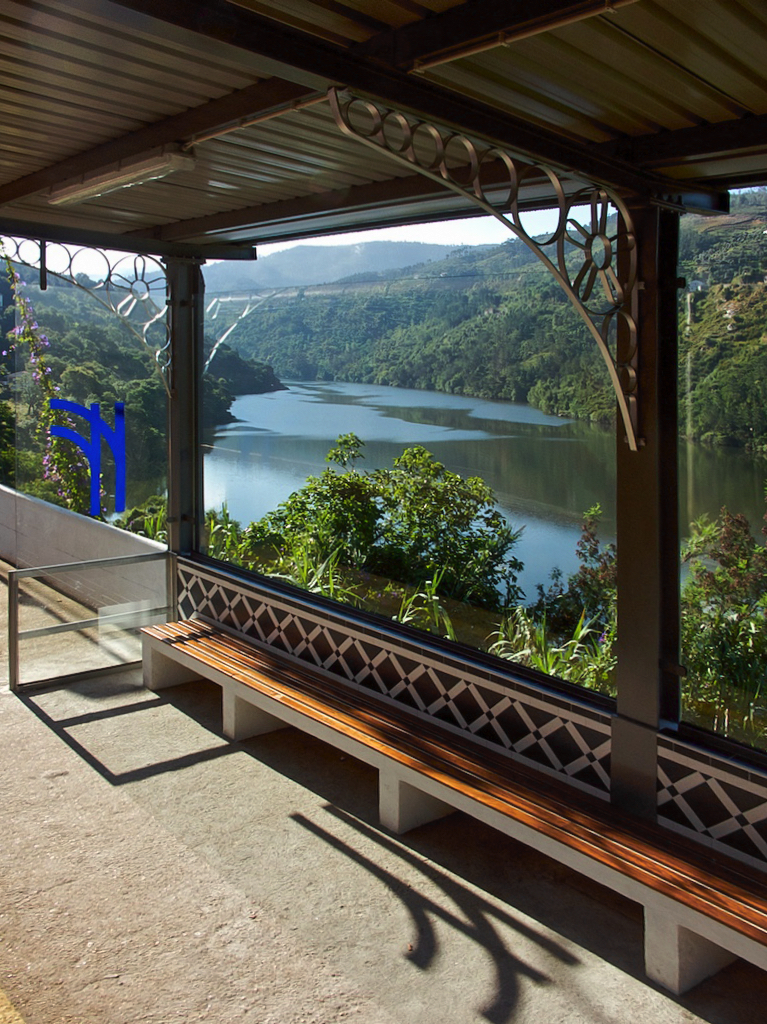
Kilátás az egyik állomásról a Duero folyó völgyére
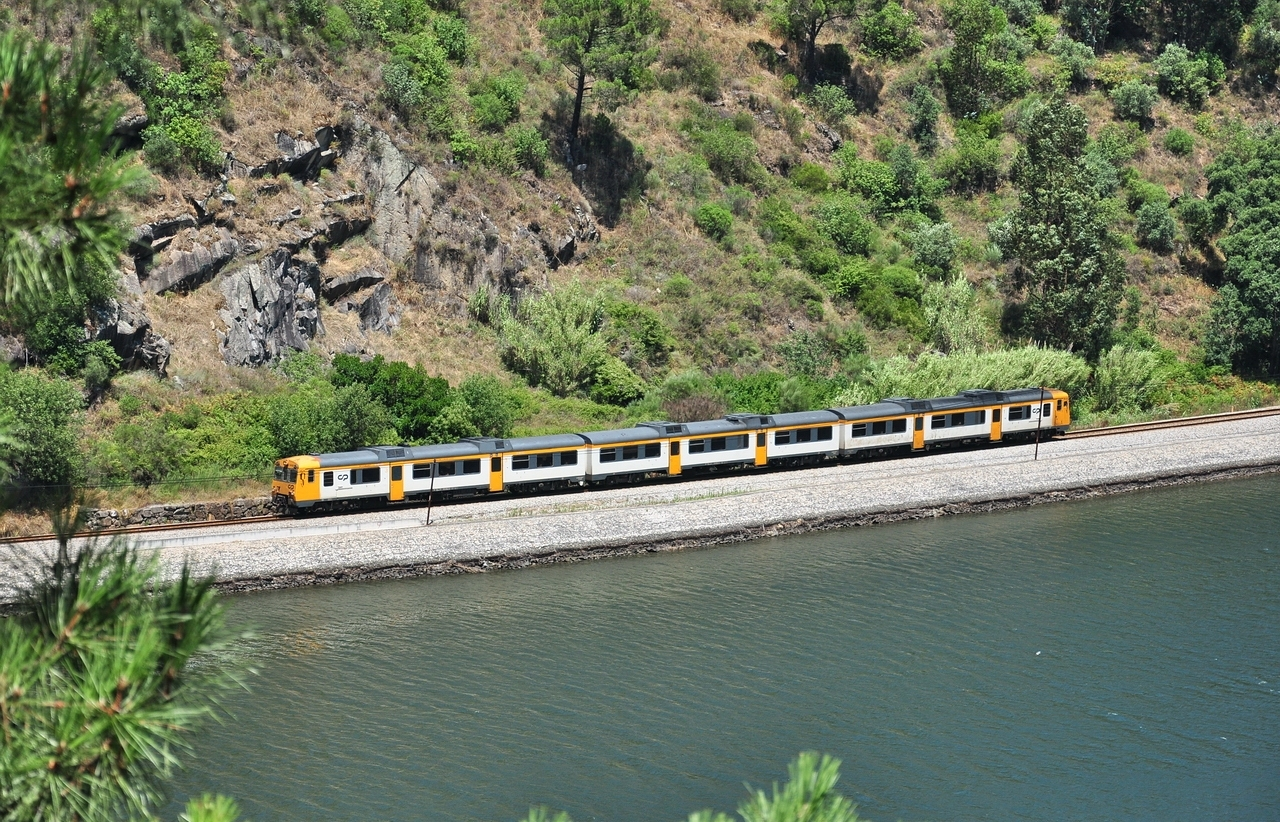
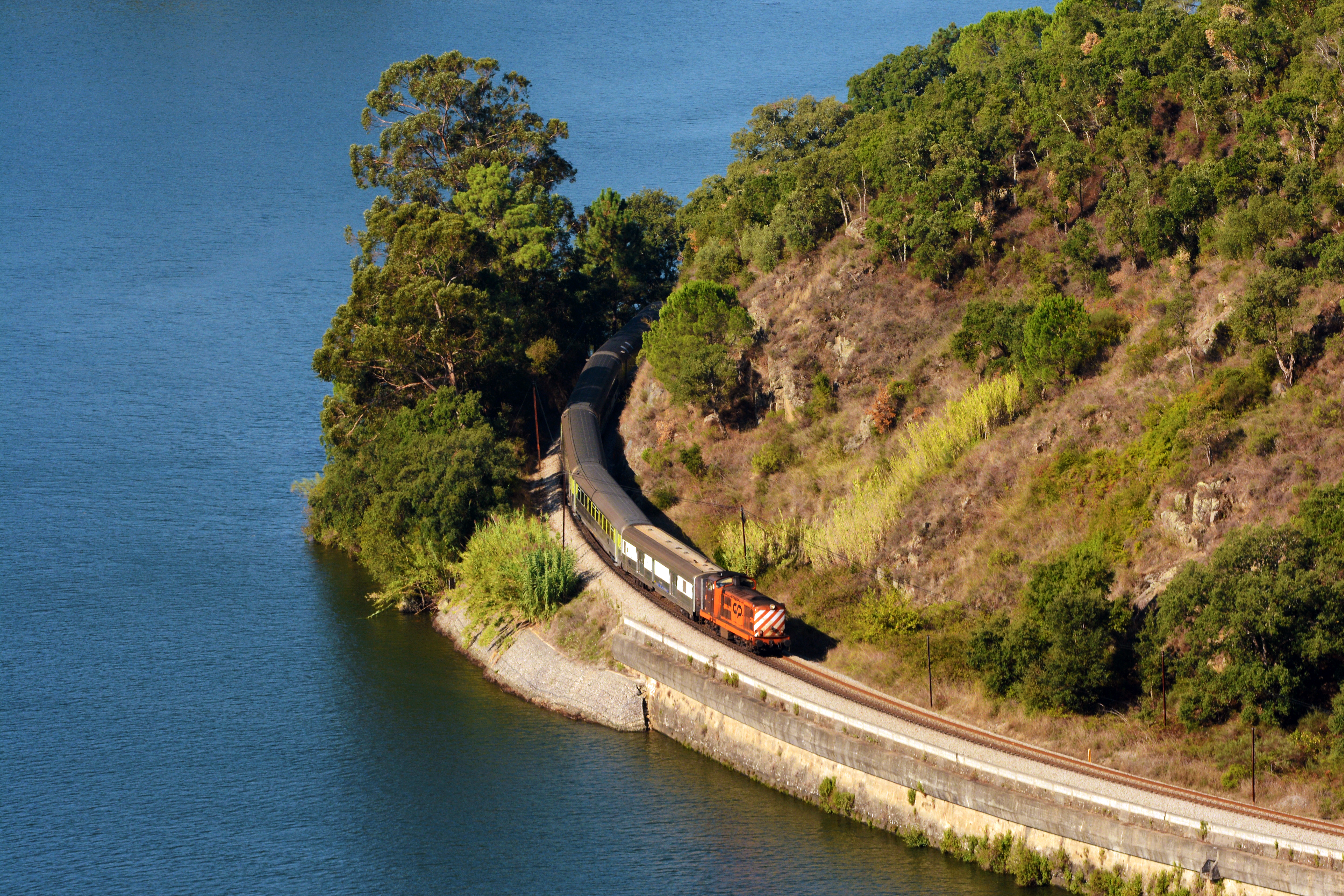
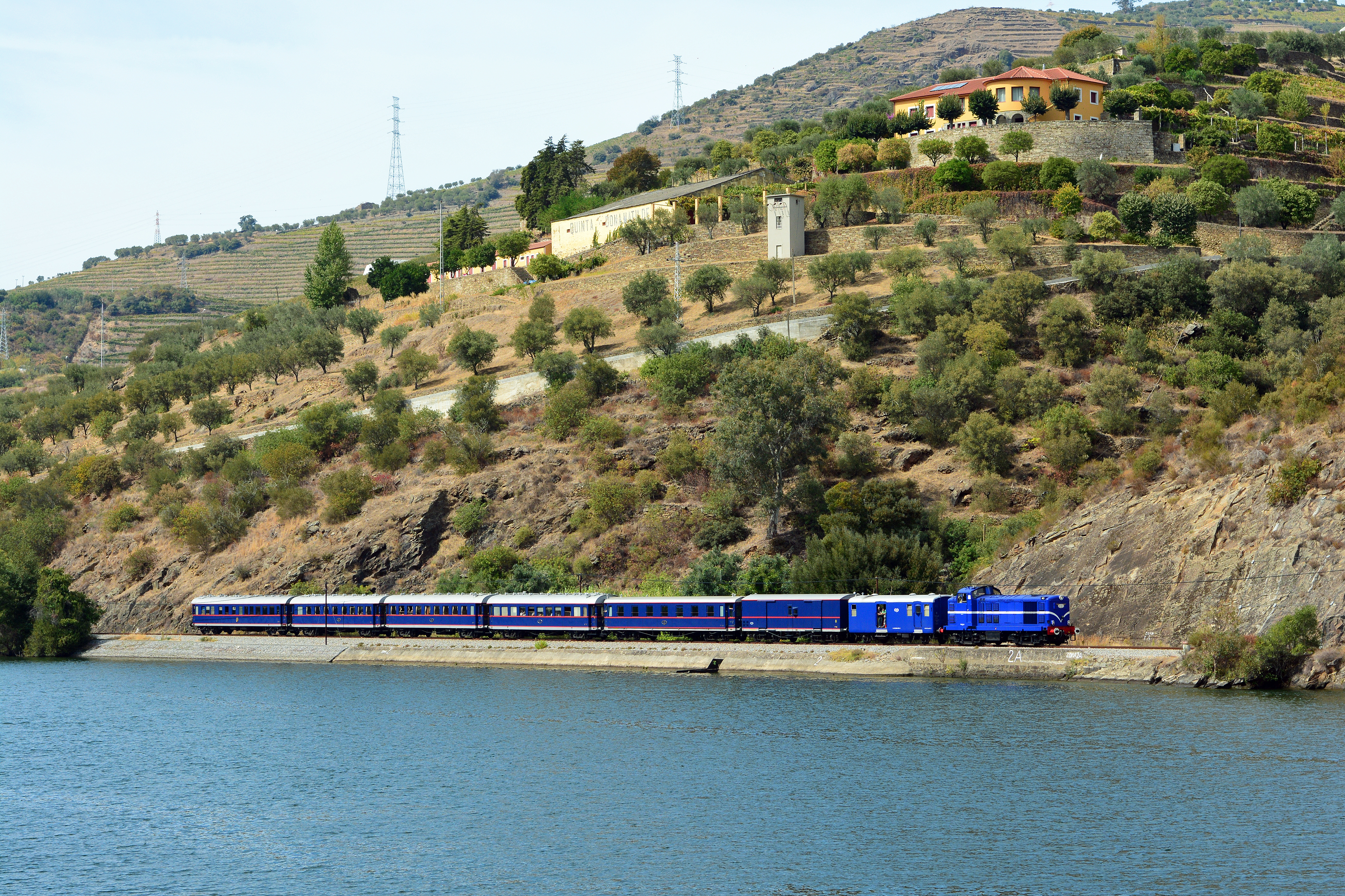
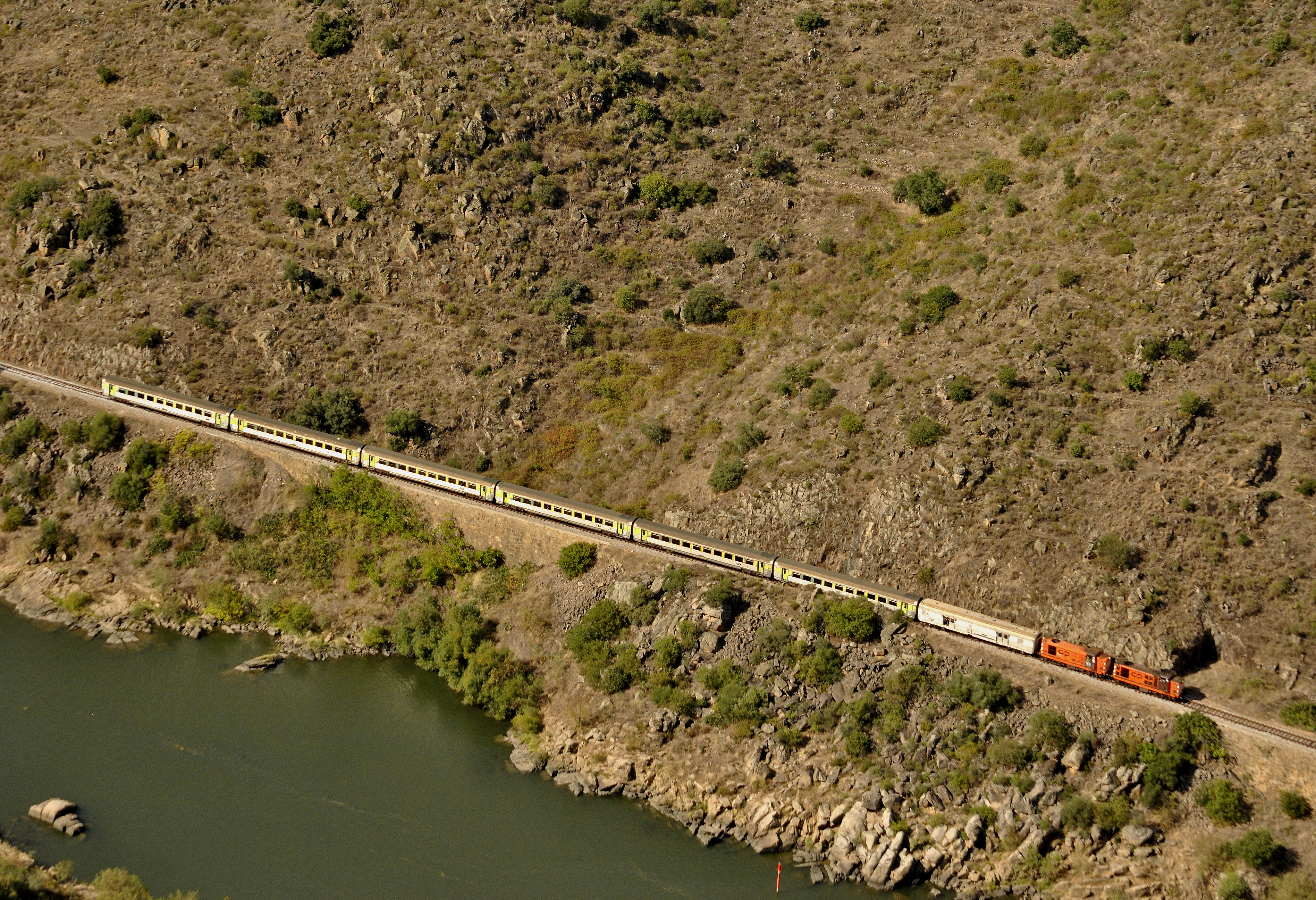
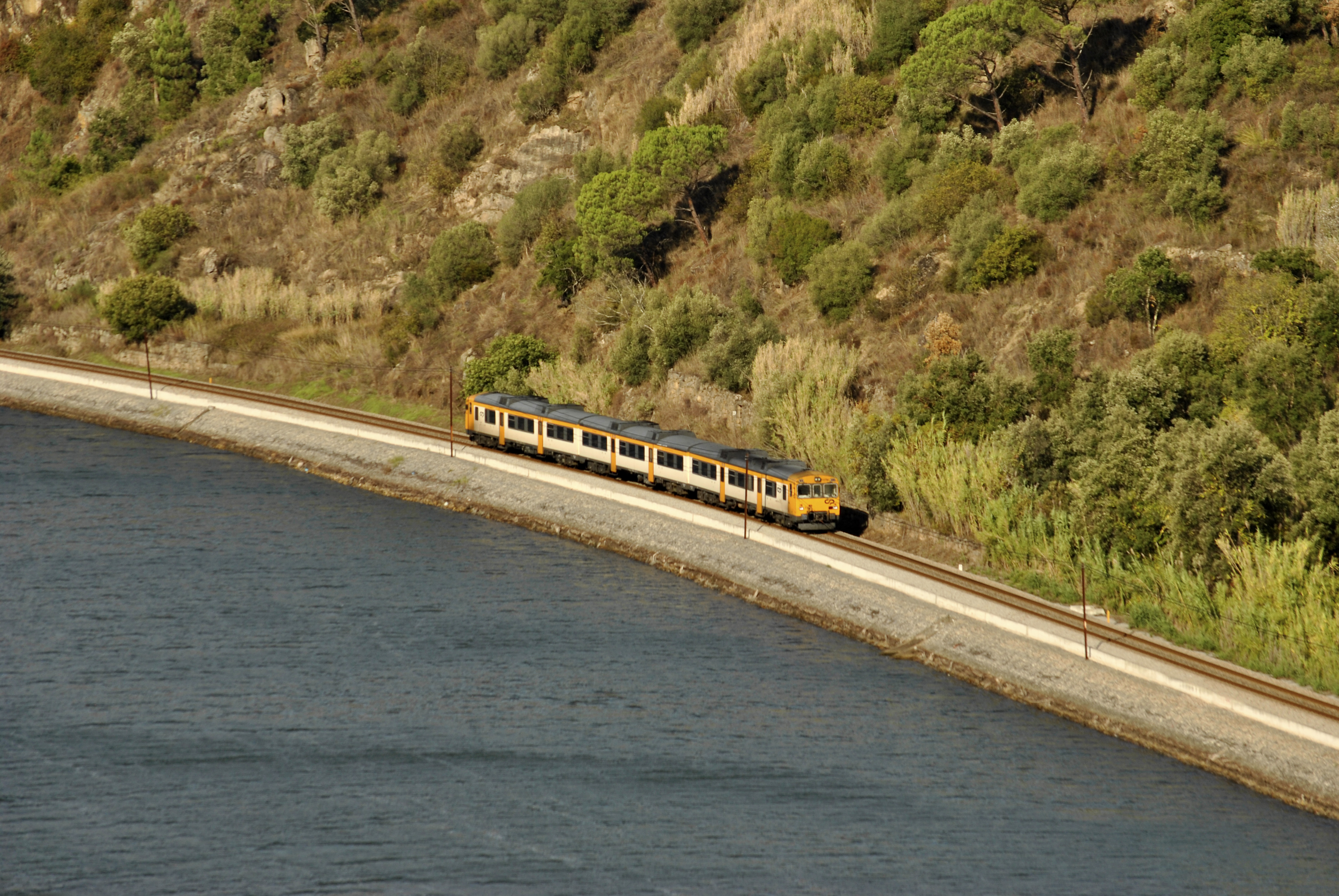
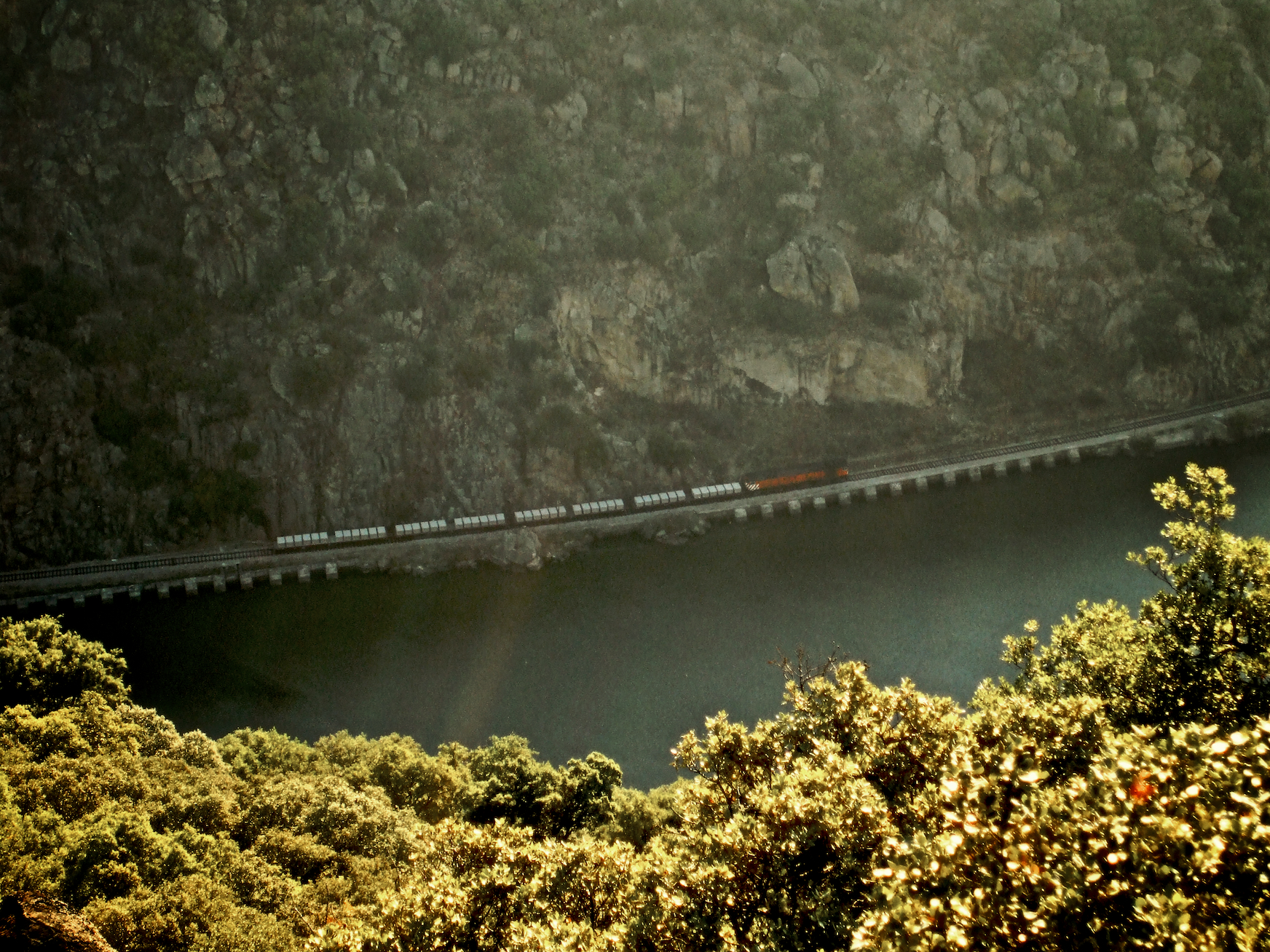
Tehervonat a folyóvölgyben
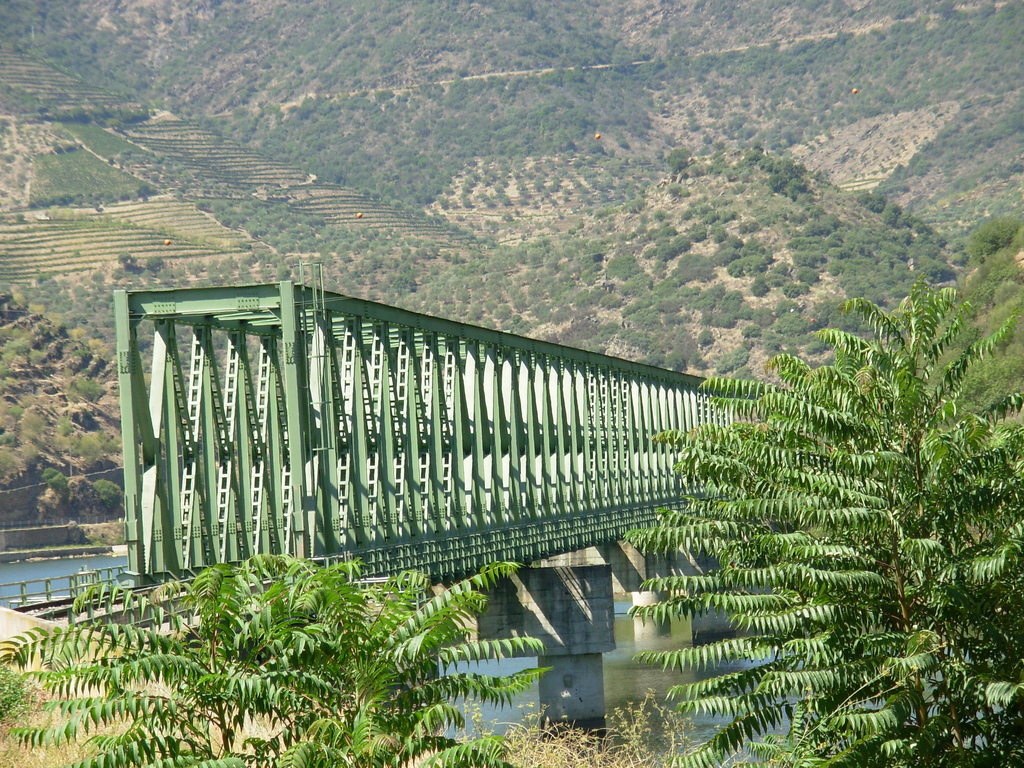
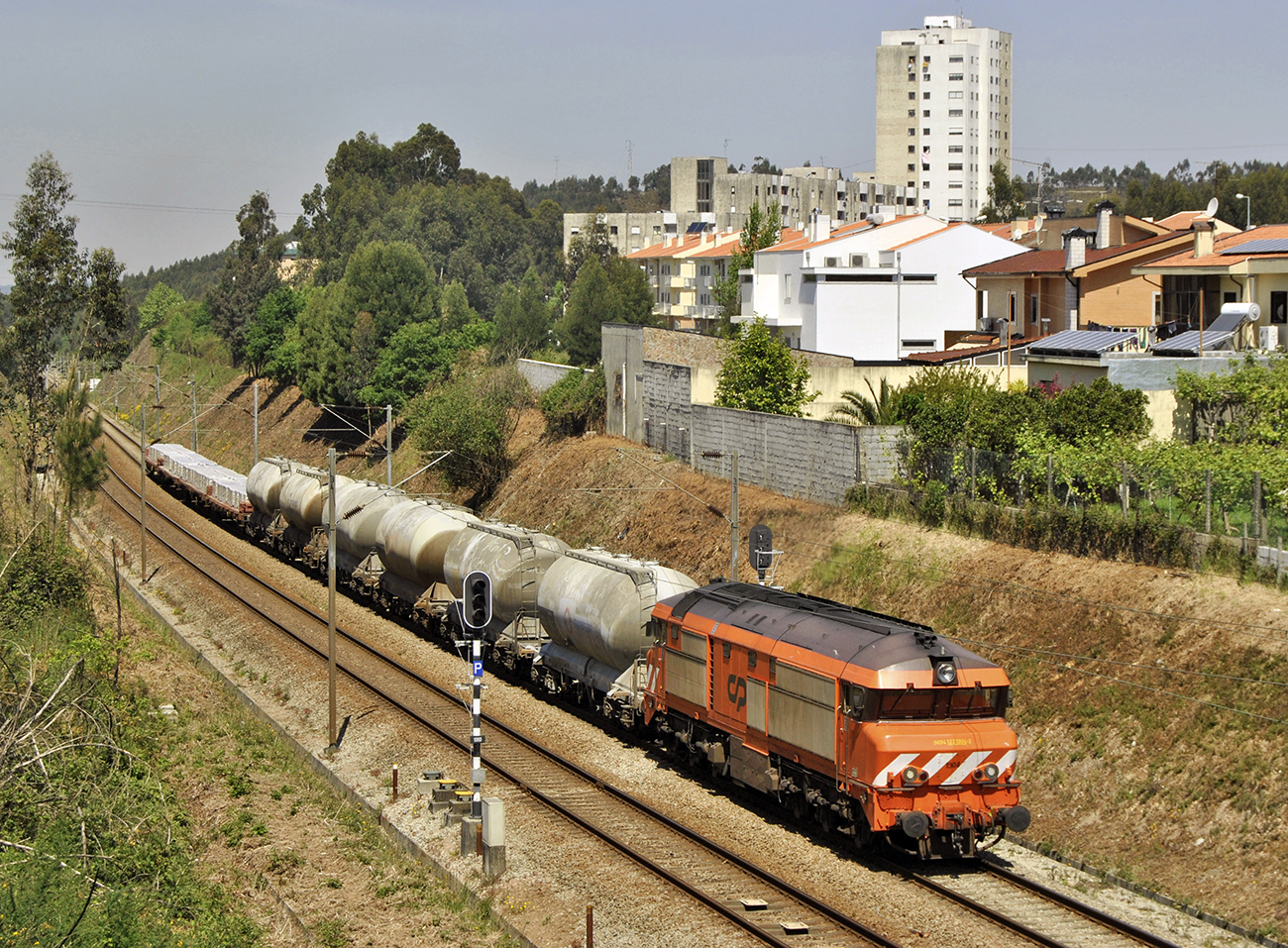